# Alain Robbe-Grillet
Alain Robbe-Grillet (18. august 1922 – 18. februar 2008) var en fransk forfatter og filminstruktør. Han var en af foregangspersonerne i udviklingen af den såkaldte nouveau roman fra 1950'erne og blev i 2004 indvalgt i Académie française. Dertil kommer hans filmarbejde, hvor især hans manuskript til Alain Resnais' film I fjor i Marienbad (1961) står som et betydeligt værk. Han skrev flere manuskripter og instruerede også nogle film selv, heriblandt L'Éden et après.

### Romaner
- Jalousi (1957)
- Dupont er død (1969)
- Øjnene (1969)
- I illusionens grønne skove

### Andre genrer
- På vej mod en ny roman (1965)

## Filmografi
Udvalgte film af Robbe-Grillet.
- I fjor i Marienbad (L'année dernière à Marienbad, 1961, manuskript)
- Trans-Europ-Expres (1966, manuskript og instruktion)
- L'Éden et après (1970, manuskript og instruktion)
- La belle captive (1983, manuskript og instruktion)
- Gradiva (2006, manuskript og instruktion)